# Diracs deltafunktion
Diracs deltafunktion, opkaldt efter den britiske teoretiske fysiker Paul Dirac, er en matematisk fordeling, som har værdien 0 for alle værdier af {\displaystyle x} på nær for {\displaystyle x=0}, hvor værdien er uendelig:
{\displaystyle \delta (x)={\begin{cases}\infty ,&x=0\\0,&x\neq 0\end{cases}}}
Integralet af Diracs deltafuntkion er 1:
{\displaystyle \int _{-\infty }^{\infty }\delta (x)\,dx=1.}
Den har derfor Heaviside trinfunktion som stamfunktion.
Funktionen bruges f.eks. i signalbehandling.
Formelt er Diracs deltafunktion en såkaldt fordeling, dvs. en kontinuert afbildning fra mængden af uendeligt ofte differentiable reelle funktioner med kompakt støtte udstyret med en særlig streng topologi, til de reelle tal.
En lignende diskret funktion er Kroneckers delta.